# Consell pontifici per a la Cultura
El Consell pontifici per a la Cultura (en llatí, Pontificium Consilium de Cultura) és un dicasteri que forma part dels consells pontificis de la Cúria Romana i s'encarrega de fomentar les relacions entre l'Església Catòlica i les diverses cultures. El papa Joan Pau II el fundà el 20 de maig de 1982. Més tard es va fusionar amb el Consell pontifici pel Diàleg amb els No Creients (fundat el 1965).
Benet XVI donà un nou impuls a aquest consell, en el seu desig de construir "un diàleg amb els artistes contemporanis". Per això treballà perquè participés en el pavelló de la Santa Seu a la Biennal de Venècia, el festival internacional d'art contemporani del 2011.

## Funció
Seguint els ensenyaments del Concili Vaticà II i de Pau VI sobre la importància de la cultura pel ple desenvolupament de la persona humana, el Consell pontifici va ser establert per fomentar la relació entre l'Evangeli i les cultures, i estudiar el fenomen de l'indiferentisme en matèries de religió. També fomenta les relacions entre la Santa Seu i els exponents del món de la cultura i promou el diàleg amb les diverses cultures contemporànies.

## Organització
El Consell té dues seccions. La secció de la Fe i la Cultura es concentra en el treball que feia el Consell per als no creients abans de fusionar-se. L'altra secció és la del Diàleg amb les Cultures, que treballa per establir un diàleg amb aquells qui no creuen en Déu o no professen cap religió, però que estan oberts a una cooperació genuïna.
El consell coopera amb les conferències episcopals, les universitats i les organitzacions internacionals com la Unesco.
El personal permanent a la seu del Consell es compon de poc més d'una dotzena de persones, entre les quals hi ha el president (Gianfranco Ravasi), el secretari i el sots-secretari. El consell disposa d'altres membres, cardenals o bisbes, nomenats pel Papa per períodes de cinc anys que es reuneixen per les assemblees plenàries triennals per avaluar el funcionament del dia a dia del Consell i per a considerar assumptes rellevants. A més, el Papa nomena consultors, que encara són més (sacerdots, religiosos i laics sobretot), que en qualsevol moment es poden trucar per assessorar o assistir.

## Presidents
- Gabriel-Marie Garrone (20 maig 1982 - 19 abril 1988)
- Paul Poupard (19 abril 1988 - 3 setembre 2007)
- Gianfranco Ravasi (3 setembre 2007 -)